# Murovdag
El Murovdag (en azerí: Murovdağ) o Mrav;(en armenio: Մռավի լեռնաշղթա - Mravi Lernash'ghta) es una de las sierras más importantes del Cáucaso Menor. Tiene alrededor de 70 km de longitud; la montaña Gyamish, con una altitud de 3724 m s. n. m. es el pico más alto del macizo. Está compuesto principalmente de rocas jurásicas, cretácicas y del Paleógeno.
La línea de cumbres constituían la parte norte de la frontera que separaba a la república de facto de Nagorno Karabaj de Azerbaiyán.